# Livia Brito
Livia Brito Pestana (Ciego de Ávila, 21 luglio 1986) è un'attrice cubana naturalizzata messicana, nota soprattutto come interprete di telenovelas.

## Filmografia parziale
- Triunfo del amor (2010-2011)
- Abismo de pasión (2012)
- De que te quiero, te quiero (2013-2014)
- Muchacha italiana viene a casarse (2014-2015)
- Por siempre Joan Sebastian (2016)
- Médicos - telenovela, 72 puntate (2019-)